# James Gales
James Gales (New York, ...) è un ex giocatore di football americano statunitense, che ha giocato come defensive back.
Dopo aver giocato per la squadra di college dei Princeton Tigers, ha firmato per le stagioni 2019 e 2020 con gli austriaci Traun Steelsharks e successivamente in Fan Controlled Football.